# Епігенетичні родовища
Епігенетичні родовища (рос.эпигенетические месторождения, англ. epigenetic deposits; нім. epigenetische Lagerstätten f pl) — поклади корисних копалин, які утворилися пізніше гірських порід, що їх вміщають. Вони, як правило, представлені січними жилами, лінзами, штоками і трубами. Їх мінеральний і хімічний склад різко відрізняється від складу вмісних гірських порід.
Епігенетичне утворення відрізняється від седиментаційного. Гідротермально-епігенетичні процесм включають мінералізацію через циркуляцію гідротермальної води та відкладення мінералів або утворення мінеральних жил, які проникають у вміщувальну породу.
У цю групу включено три класи родовищ:
- 1) екзодіагенетичний, пов'язаний із діяльністю ґрунтових вод (U, V);
- 2) інфільтраційний, сформований внаслідок руху спадних потоків метеорних артезіанських вод (U-рідкіснометалічні);
- 3) ексфільтраційний, утворений висхідними потоками седиментаційних вод артезіанських басейнів (Sr, Li, Cu, Pb, Zn)

Зокрема, до Е.р. належать магматичні родовища титано-магнетитів, хромітів, платиноїдів, алмазів, апатиту, а також деякі тіла сульфідних мідно-нікелевих руд.
Найширшу групу Е.р. утворюють гідротермальні жильні і метасоматичні родовища руд кольорових, рідкісних, благородних і радіоактивних металів, а також кварцу, бариту, флюориту і азбесту.
До Е.р, належать також інфільтраційні родовища руд заліза, міді і урану.